# 채세영 선생 묘 및 신도비
채세영 선생 묘 및 신도비는 대한민국 경기도 의왕시 포일동에 있다. 1989년 1월 1일 의왕시의 향토유적 제2호로 지정되었다.

## 개요
채세영(蔡世英)의 묘소는 의왕시 포일동에 있는데, 봉분은 부인(夫人) 문화유씨(文化柳氏)와 쌍분으로 되어있다. 묘역은 봉분을 중심으로 앞 중앙에 상석·향로석이 놓여 있고, 한 단(段) 아래 가운데 장명등과 좌우에 문신석인(文臣石人) 2기(基)가 서 있다. 묘비에는 「정부인문화유씨묘자헌대부의정부좌참겸지경·의금부사세자 빈객채공지묘(貞夫人文化柳氏之墓資憲大夫議政府左參贊兼知經·義禁府事世子 賓客蔡公之墓)」라고 새기고 있는데, 묘비의 경우 남편의 직함을 먼저 새기고 부인의 이름은 뒤에 새기는 것이 일반적이나 채세영의 묘비에는 반대로 기록하고 있다. 묘소의 아래에는 후손들의 묘가 산능선을 따라 이어져 조영되어 있다

## 참고 자료
- 채세영 선생 묘 및 신도비 -  이 문서에는 의왕시청에서 공공누리 제1유형으로 배포된 자료를 바탕으로 한 내용이 포함되어 있습니다.